# U.S.D. Sestri Levante 1919
Unione Sportiva Dilettantistica Sestri Levante 1919 là một câu lạc bộ bóng đá Ý nằm ở Sestri Levante, Liguria.

## Lịch sử
Câu lạc bộ được thành lập vào năm 1919.

### Serie C
Đội đã tham gia Serie C trong ba mùa giải liên tiếp 1946-1949. Sau những năm này, Sestri Levante đang chơi chủ yếu ở các hạng đấu nhỏ như Promozione, Eccellenza và Serie D

### Serie D
Trong mùa 2011-12 đội đã được thăng hạng từ Eccellenza Liguria lên Serie D.

## Màu sắc và huy hiệu
Màu sắc của đội là đỏ và xanh.